# Le Conte du marchand

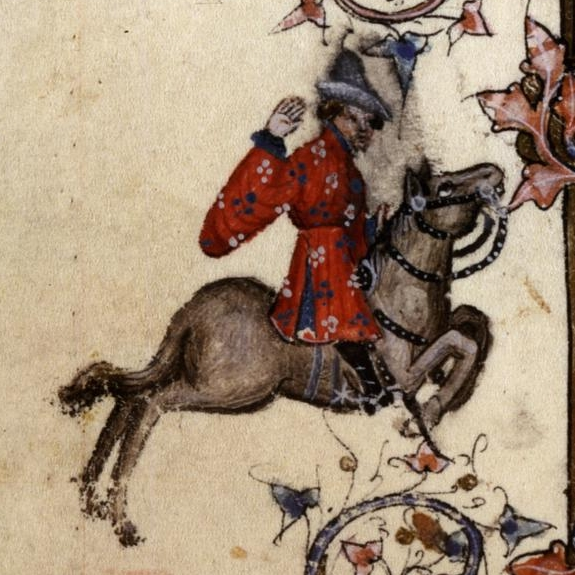
Enluminure du Marchand dans le manuscrit Ellesmere.

Le Conte du Marchand (The Marchantes Tale en moyen anglais) est l'un des Contes de Canterbury de Geoffrey Chaucer. Il figure dans le Fragment IV (E), à la suite du Conte de l'universitaire d'Oxford, et l'on considère généralement qu'il précède le Conte de l'écuyer, qui figure dans le Fragment V (F). 
Le conte témoigne de l'influence du Decameron de Boccace (Livre VII, 9e conte), du Miroir de Mariage d'Eustache Deschamps, du Roman de la rose de Guillaume de Lorris, de Stace et d'Andreas Capellanus. Le récit se retrouve dans le Bahar Danush persan, le vieux mari grimpant ici dans un dattier et non un poirier. Le motif a pu atteindre l'Europe avec les Contes des mille et une nuits. 

## Résumé
Après un prologue où le Marchand se lamente de la cruauté de son épouse, l'histoire à proprement parler entraîne le lecteur à Pavie où le chevalier Janvier, âgé de soixante ans, est pris de l'idée de se marier. Il demande conseil à ses amis et à ses deux frères. Le premier, Placebo, le flatte et acquiesce à tout ce qu'il dit, alors que le second, Justin, lui recommande d'oublier ses projets matrimoniaux. Janvier ignore ses conseils et épouse une jeune fille d'une vingtaine d'années nommée Mai.
Lors du festin qui suit la cérémonie, un écuyer de Janvier, Damien, tombe amoureux de Mai. Cette dernière lui rend ses avances et cherche un moyen de tromper son mari en toute discrétion. C'est alors que Janvier devient mystérieusement aveugle. Un jour de juin, alors que Janvier et Mai sont dans le jardin privé qu'a fait construire le vieux chevalier pour sa jeune femme, celle-ci lui demande de lui cueillir une poire. Janvier répond qu'il en est incapable, mais il la laisse monter sur son dos pour grimper à l'arbre. Damien l'y attend, et les deux jeunes gens s'en donnent à cœur joie dans les branches du poirier.
Cependant, toute cette scène a eu deux témoins : Pluton et Proserpine, le roi et la reine des fées. Outré par le comportement des femmes en général, Pluton rend la vue à Janvier, qui pousse les hauts cris en voyant sa femme le tromper avec son écuyer. Cependant, Proserpine place dans la bouche de Mai une justification : elle affirme avoir appris que la cécité de Janvier serait guérie si elle luttait avec un homme dans un arbre, et que ses yeux l'ont trompé. Le vieux chevalier la croit, et tous deux rentrent ensemble dans leur demeure. Le conte est suivi d'un épilogue où c'est au tour de l'Aubergiste de se plaindre des défauts de son épouse.

## Sources et rédaction
La première partie du conte, qui offre une longue analyse des bons et des mauvais côtés du mariage, s'inspire du Roman de la rose, du Contre Jovinien de Jérôme de Stridon (qui cite un traité perdu du philosophe grec Théophraste), ainsi que du Liber consolationis et consilii d'Albertano da Brescia. On peut également y trouver des références directes à la Bible, comme lorsque Janvier cite le Cantique des Cantiques pour décrire Mai. En revanche, bien que l'on puisse dresser des parallèles entre ce conte et Le Miroir de Mariage d'Eustache Deschamps ou les Lamentations de Matheolus, il est peu probable que Chaucer ait eu accès à l'un ou l'autre de ces ouvrages.
L'histoire du poirier est vraisemblablement d'origine orientale. On en trouve des équivalents dans le Décaméron de Boccace (neuvième conte du septième jour), ainsi que dans Il Novellino de Masuccio Salernitano.
Le pèlerin qui raconte l'histoire semble à plusieurs reprises s'opposer au monde séculier, ce qui laisse à penser qu'il était dit à l'origine par l'un des pèlerins religieux, et non par le Marchand. Selon J. M. Manly, ce conte aurait été dit à l'origine par le Moine, en réponse au conte dit à l'origine par la Femme de Bath (attribué par la suite au Marchand), dans lequel un moine tient le mauvais rôle : les deux contes se seraient répondu l'un à l'autre.

## Analyse
Si l'on s'arrête à l'intrigue, le Conte du Marchand n'est qu'un fabliau, mais Chaucer y intègre des éléments issus d'autres genres, notamment en termes de style. Il passe tour à tour du grivois typique des fabliaux à un ton plus sentencieux, propre à l'homélie (la discussion théorique sur le mariage), puis à des descriptions d'une richesse caractéristique du roman courtois (les descriptions de Mai et de la cérémonie du mariage).